# Verdun-sur-le-Doubs
Pour les articles homonymes, voir Verdun et Doubs.
Verdun-sur-le-Doubs est une ancienne commune française située dans le département de Saône-et-Loire, en région Bourgogne-Franche-Comté. Le 1er janvier 2025, elle fusionne avec Ciel pour former la commune nouvelle Verdun-Ciel.

## Géographie
La commune fait partie de la Bresse bourguignonne. Elle est située au confluent de la Saône et du Doubs.

### Climat
Pour des articles plus généraux, voir Climat de la Bourgogne-Franche-Comté et Climat de Saône-et-Loire.
En 2010, le climat de la commune est de type climat océanique dégradé des plaines du Centre et du Nord, selon une étude du Centre national de la recherche scientifique s'appuyant sur une série de données couvrant la période 1971-2000. En 2020, Météo-France publie une typologie des climats de la France métropolitaine dans laquelle la commune est exposée à un climat semi-continental et est dans la région climatique Bourgogne, vallée de la Saône, caractérisée par un bon ensoleillement (1 900 h/an), un été chaud (18,5 °C), un air sec au printemps et en été et des vents faibles.
Pour la période 1971-2000, la température annuelle moyenne est de 11,2 °C, avec une amplitude thermique annuelle de 17,9 °C. Le cumul annuel moyen de précipitations est de 808 mm, avec 11 jours de précipitations en janvier et 7,3 jours en juillet. Pour la période 1991-2020, la température moyenne annuelle observée sur la station météorologique de Météo-France la plus proche, « Bragny sur Saône », sur la commune de Bragny-sur-Saône à 2 km à vol d'oiseau, est de 12,3 °C et le cumul annuel moyen de précipitations est de 845,9 mm. 
La température maximale relevée sur cette station est de 40,3 °C, atteinte le 24 juillet 2019 ; la température minimale est de −12,9 °C, atteinte le 5 février 2012,,.
Les paramètres climatiques de la commune ont été estimés pour le milieu du siècle (2041-2070) selon différents scénarios d'émission de gaz à effet de serre à partir des nouvelles projections climatiques de référence DRIAS-2020. Ils sont consultables sur un site dédié publié par Météo-France en novembre 2022.

## Urbanisme

### Typologie
Au 1er janvier 2024, Verdun-sur-le-Doubs est catégorisée bourg rural, selon la nouvelle grille communale de densité à sept niveaux définie par l'Insee en 2022.
Elle appartient à l'unité urbaine de Verdun-sur-le-Doubs, une agglomération intra-départementale regroupant quatre  communes, dont elle est ville-centre,,. Par ailleurs la commune fait partie de l'aire d'attraction de Chalon-sur-Saône, dont elle est une commune de la couronne,. Cette aire, qui regroupe 109 communes, est catégorisée dans les aires de 50 000 à moins de 200 000 habitants,.

### Occupation des sols
L'occupation des sols de la commune, telle qu'elle ressort de la base de données européenne d’occupation biophysique des sols Corine Land Cover (CLC), est marquée par l'importance des territoires agricoles (82,3 % en 2018), une proportion sensiblement équivalente à celle de 1990 (83,1 %). La répartition détaillée en 2018 est la suivante :  terres arables (48 %), zones agricoles hétérogènes (23,3 %), prairies (11 %), zones urbanisées (9,1 %), eaux continentales (5 %), espaces verts artificialisés, non agricoles (3,6 %). L'évolution de l’occupation des sols de la commune et de ses infrastructures peut être observée sur les différentes représentations cartographiques du territoire : la carte de Cassini (XVIIIe siècle), la carte d'état-major (1820-1866) et les cartes ou photos aériennes de l'IGN pour la période actuelle (1950 à aujourd'hui).

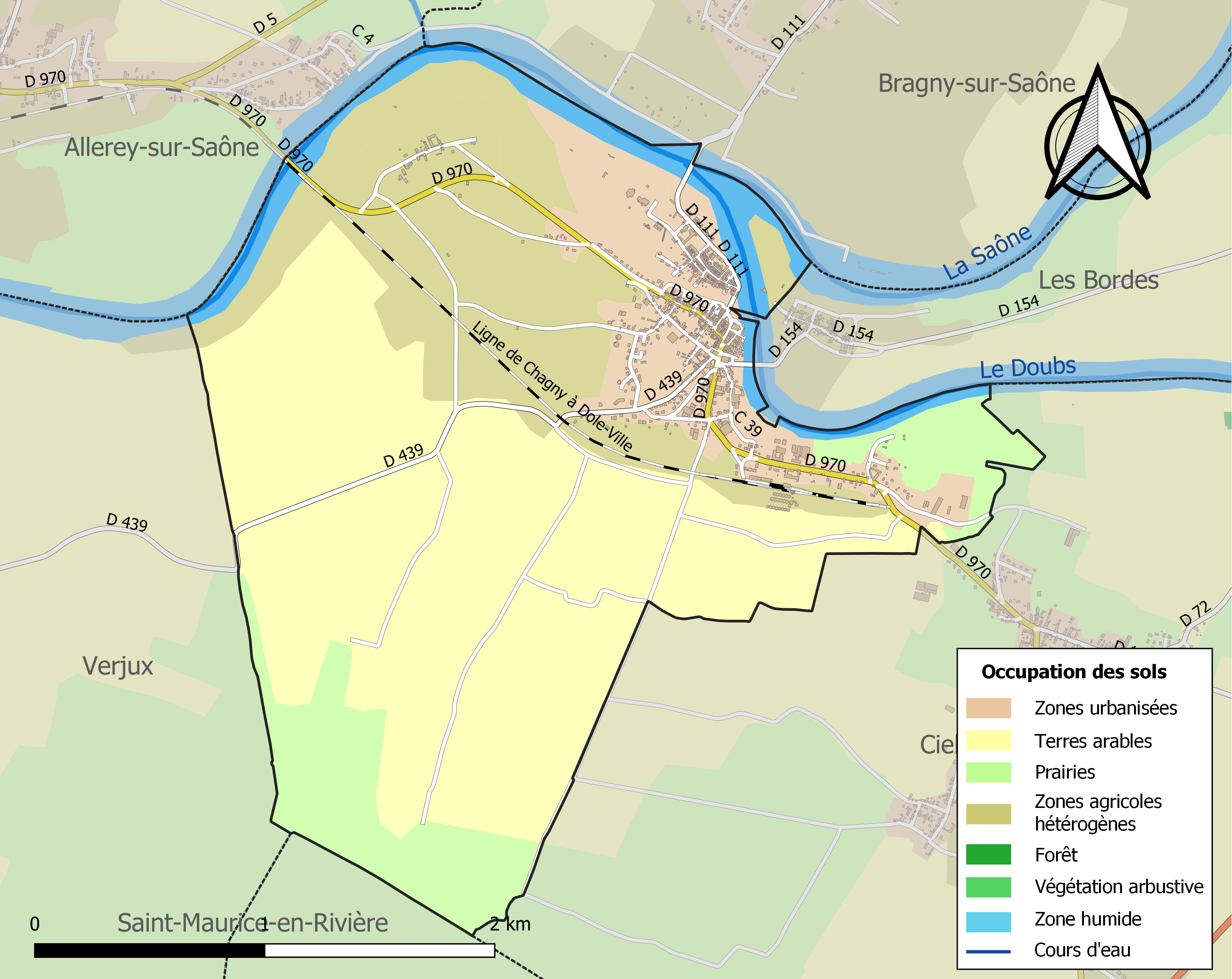
Carte des infrastructures et de l'occupation des sols de la commune en 2018 (CLC).

## Toponymie
On peut lire sur la carte de Cassini Verdun-sur-Saône. Sur la carte d'état-major on lit seulement Verdun.
De la particule gauloise intensive ver-, donnant le sens de « super forteresse » et du radical indo-européen *dhun-, associant un relief et un habitat défendu « dune », à l’origine d’une racine celtique *dhuno dont le premier sens aurait été « clôture, zone enclose », d’où le gaulois  dūnum qui a pris le sens de « citadelle, enceinte fortifiée » et, par métonymie, celui de « colline, mont » puisque la plupart des citadelles étaient bâties sur des hauteurs.

## Histoire
Au Moyen Âge, la famille féodale dite de Verdun assumait la seigneurie (maison liée aux Chalon, et possédant à Verdun une tour au début du XIIIe siècle), jusque vers le milieu du XIVe siècle, époque où se termine le règne des Verdun avec deux co-seigneurs, Eudes de Verdun (qui cède sa part au duc Philippe en 1365), et Jean de Verdun, dont la fille Alarde/Alix/Adélaïde de Verdun transmet sa part à son mari Jean de Sainte-Croix, chevalier, seigneur de Savigny, Coulanges, Montfort et Lacour. Leur fille héritière Jeanne de Sainte-Croix épouse Guillaume de Luyrieux de la Cueille, d'où postérité.
Mais la succession passe au XVe siècle à une autre branche des Luyrieux (les Luyrieux de Prangin), et Philippe-Françoise de Luyrieu († 1538) apporta Savigny et Verdun à son mari François (II) Mareschal, baron de Meximieux, sire de Montaney et Bourg-Saint-Christophe, Grand-chambellan de Savoie, puis leur fille Isabeau Mareschal à son époux Charles le Jeune de Seyssel de La Chambre Sermoyer.
En 1548, leur fils Philibert de La Chambre-Seyssel (1520-1588), sire de Verdun, de Ruffey (du chef de sa femme Anne de Lugny) et de Montfort, vendit sa seigneurie de Verdun à deux financiers lucquois résidant à Lyon, Laurent Cenami et Jean Collodio, qui la cédèrent le 28 mars 1555 aux deux frères Guillaume (1534-1601) et Thomas de Gadagne († 1578/1594). La terre de Verdun-sur-le-Doubs passa ensuite aux descendants de Guillaume, les d'Hostun.
C'est dans cette commune que naquit François Fertiault le 25 juin 1814.
De 1940 à 1942, la ligne de démarcation passa par Verdun-sur-le-Doubs.
En 1956, la ville se dote d'une association créée pour valoriser l'histoire de Verdun : le Groupe d'études historiques de Verdun (GEHV), d'abord présidé par le docteur Carlot puis par Félix Brunand.
Le 27 janvier 1978, Valéry Giscard d'Estaing prononça à Verdun-sur-le-Doubs, le discours dit « du bon choix ». À quelques semaines des élections législatives, il envisage - pour la première fois sous la Ve République - la cohabitation.
Le 1er janvier 2025, Verdun-sur-le-Doubs fusionne avec Ciel pour former la commune nouvelle de Verdun-Ciel. Ceci est acté par un arrêté préfectoral du 27 septembre 2024.

## Politique et administration

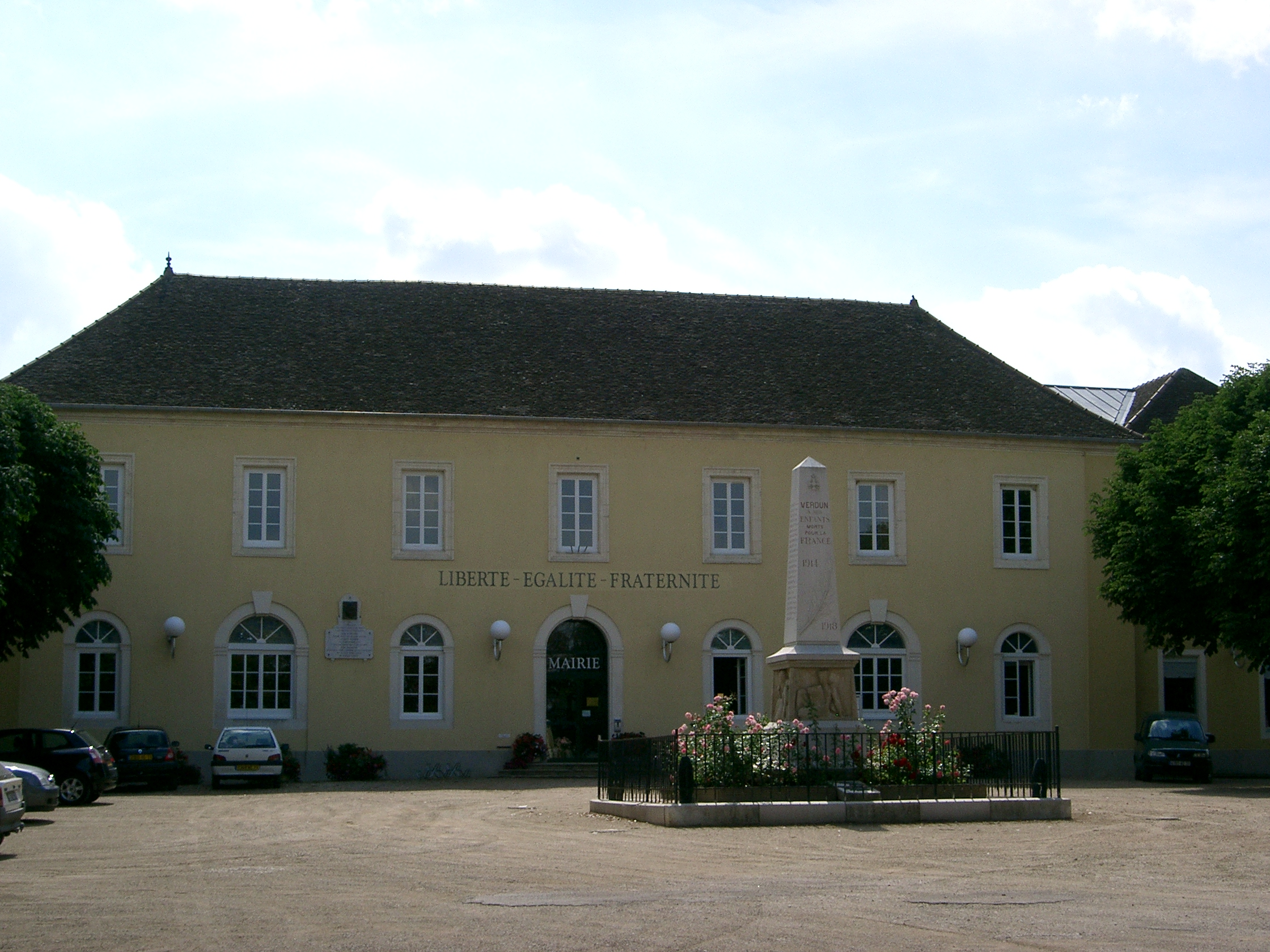
Mairie de Verdun-sur-le-Doubs.

| Période                                  | Période   | Identité           | Étiquette   | Qualité                                                                              |
| ---------------------------------------- | --------- | ------------------ | ----------- | ------------------------------------------------------------------------------------ |
| 1945                                     | 1947      | Louis Bourot       |             |                                                                                      |
| 1947                                     | 1959      | André Dagneaux     |             |                                                                                      |
| 1959                                     | 1992      | Maurice Duvernois  | RI puis UDF | Directeur de coopérative agricole Conseiller régional Conseiller général (1962-2001) |
| 1992                                     | mars 2014 | Jean-Pierre Guénot | DL puis DVD | Garagiste Conseiller général (2001-2008)                                             |
| mars 2014                                | En cours  | François Bonnot    | DVD         | Retraité Fonction publique                                                           |
| Les données manquantes sont à compléter. |           |                    |             |                                                                                      |

## Population et société

### Démographie
L'évolution du nombre d'habitants est connue à travers les recensements de la population effectués dans la commune depuis 1793. Pour les communes de moins de 10 000 habitants, une enquête de recensement portant sur toute la population est réalisée tous les cinq ans, les populations de référence des années intermédiaires étant quant à elles estimées par interpolation ou extrapolation. Pour la commune, le premier recensement exhaustif entrant dans le cadre du nouveau dispositif a été réalisé en 2007.

En 2022, la commune comptait 942 habitants, en évolution de −15,52 % par rapport à 2016 (Saône-et-Loire : −1,06 %, France hors Mayotte : +2,11 %).
| 1793  | 1800  | 1806  | 1821  | 1831  | 1836  | 1841  | 1846  | 1851  |
| ----- | ----- | ----- | ----- | ----- | ----- | ----- | ----- | ----- |
| 1 689 | 1 699 | 1 743 | 1 749 | 1 792 | 1 904 | 2 050 | 1 995 | 2 032 |

| 1856  | 1861  | 1866  | 1872  | 1876  | 1881  | 1886  | 1891  | 1896  |
| ----- | ----- | ----- | ----- | ----- | ----- | ----- | ----- | ----- |
| 1 909 | 1 914 | 1 992 | 1 980 | 1 957 | 1 828 | 1 867 | 1 758 | 1 585 |

| 1901  | 1906  | 1911  | 1921  | 1926  | 1931  | 1936  | 1946  | 1954  |
| ----- | ----- | ----- | ----- | ----- | ----- | ----- | ----- | ----- |
| 1 448 | 1 358 | 1 313 | 1 144 | 1 165 | 1 172 | 1 205 | 1 152 | 1 140 |

| 1962  | 1968  | 1975  | 1982  | 1990  | 1999  | 2006  | 2007  | 2012  |
| ----- | ----- | ----- | ----- | ----- | ----- | ----- | ----- | ----- |
| 1 243 | 1 235 | 1 216 | 1 139 | 1 065 | 1 199 | 1 150 | 1 143 | 1 151 |

| 2017  | 2022 | - | - | - | - | - | - | - |
| ----- | ---- | - | - | - | - | - | - | - |
| 1 083 | 942  | - | - | - | - | - | - | - |

### Cultes
Verdun-sur-le-Doubs est le siège de l'une des paroisses relevant du diocèse d'Autun, Chalon et Mâcon : la paroisse Saint-Jean-Baptiste-des-Trois-Rivières.

## Économie, culture et tradition

### La pôchouse, spécialité culinaire locale
La ville de Verdun-sur-le-Doubs est connue pour sa célèbre pôchouse, spécialité à base de poissons d'eau douce. Datant du XVIIe siècle (elle est citée dans des écrits de 1646), la pôchouse remonte à une époque où les bateliers, radeliers et pêcheurs (pôchoux en patois bressan), préparaient ce plat du pauvre à l'aide de poissons des rivières Saône et Doubs, et de vin blanc issu du vignoble de Bourgogne.

### Fête de la pôchouse
À l'initiative de l'office de tourisme de la ville, s'est déroulée le premier week-end de juillet 2016, à Verdun-sur-le-Doubs, la toute première Fête de la pôchouse. Cette première édition fut un succès, laissant présager des éditions futures.
Deux ans plus tard, La municipalité, l'Office de tourisme et des restaurateurs organisent une 2e Fête de la pôchouse le dimanche 1er juillet 2018 à partir de 11 h sur la place de la Liberté. La pôchouse est alors préparée par Didier Denis de l'Hostellerie Bourguignonne, du Caveau de Verdun, de l'Hôtel des Trois Maures et de La Petite Marquise,.

## Culture locale et patrimoine
Verdun-sur-le-Doubs est le siège d'une société savante : le Groupe d’études historiques de Verdun-sur-le-Doubs (GEHV), société d'éducation populaire créée en 1957 dont les buts sont « l'étude et la sauvegarde du patrimoine archéologique et historique de la région verdunoise en accord avec sa devise : Colligere (collectionner, préserver, conserver) ; Vulgarere (vulgariser, faire connaitre au plus grand nombre) ». Le GEHV publie chaque année un bulletin, dont le titre est Trois Rivières (n° 98 en 2022).

### Lieux et monuments
Civils
- Un musée : La Maison du blé et du pain, créée au début des années 70 à l'initiative du Groupe d'études historiques de Verdun-sur-le-Doubs (GEHV), et plus particulièrement de M. Félix Brunand[29].
- Le pont Saint-Jean (ancien pont-levis).
- Le château de Verdun-sur-le-Doubs, château de plan carré, face au confluent de la Saône et du Doubs[30], construit par l'architecte bourguignon Edme Verniquet (1727-1804)[31] pour Louis-Henri de Pons d'Hostun[32]. L'intérieur était fort riche et donnait une impression de « luxe asiatique » ; les jardins étaient de la même veine[33]. Cette bâtisse située au nord de l'hôtel de ville actuel fut démolie en 1836.
- L'île du Château[34].
- Les anciennes halles (salle des fêtes depuis 1958), bâtiment de plan carré qui fut construit en 1866-1867 sur l'ancienne place des Cendres et où se tenait autrefois le marché aux grains[35].

Religieux
- L'église, placée sous le vocable de saint Jean-Baptiste, dont l'une des particularités est d'avoir conservé deux cloches antérieures à la Révolution française, l'une d'elles ayant été fondue en l'an 1517[36].
- Un oratoire dédié à Notre-Dame de Pitié, sur la digue du Doubs (côté Ciel, en face des Bordes)[37].

Verdun-sur-le-Doubs
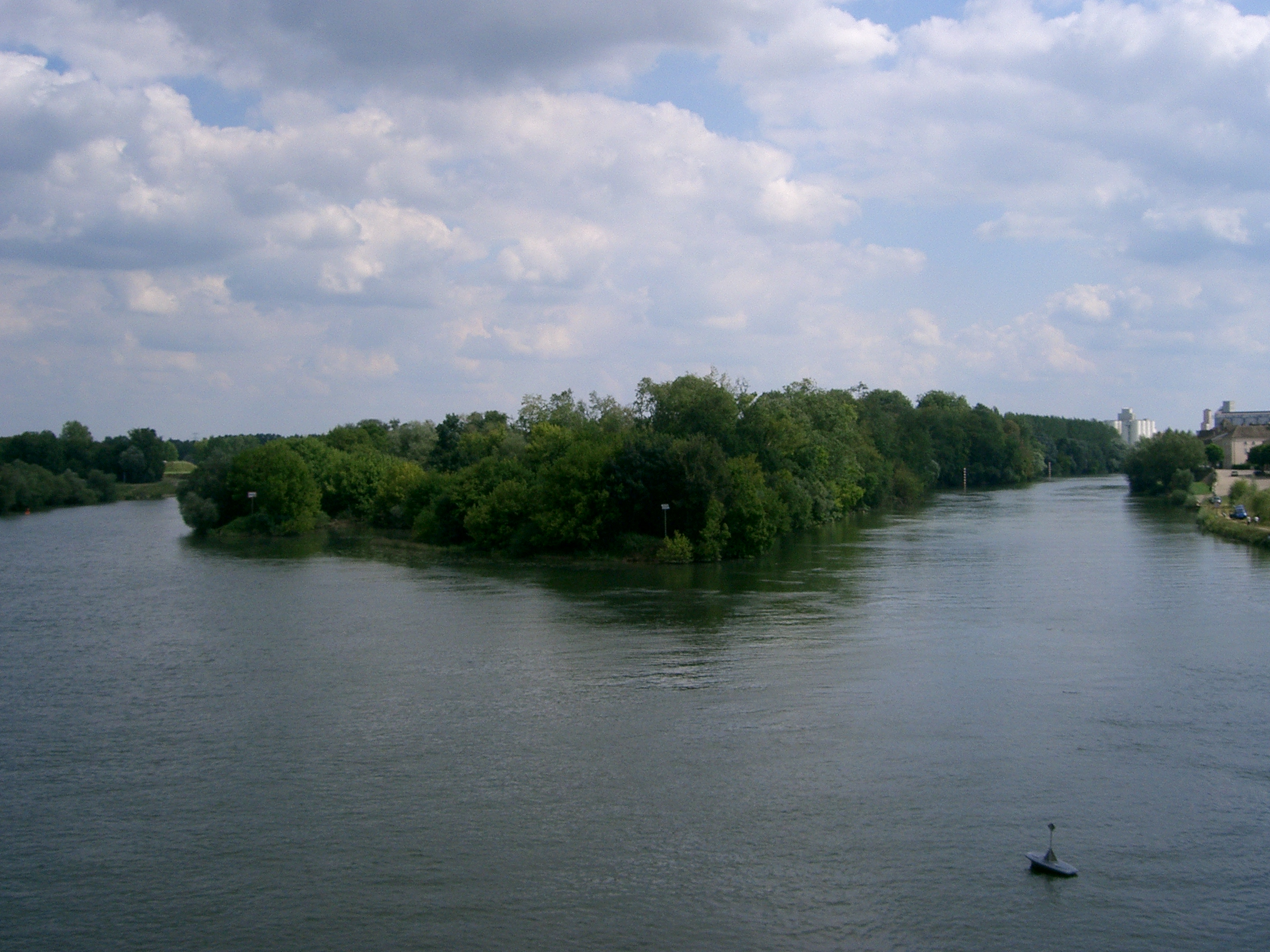
La confluence de la Saône (à gauche) et du Doubs (à droite).
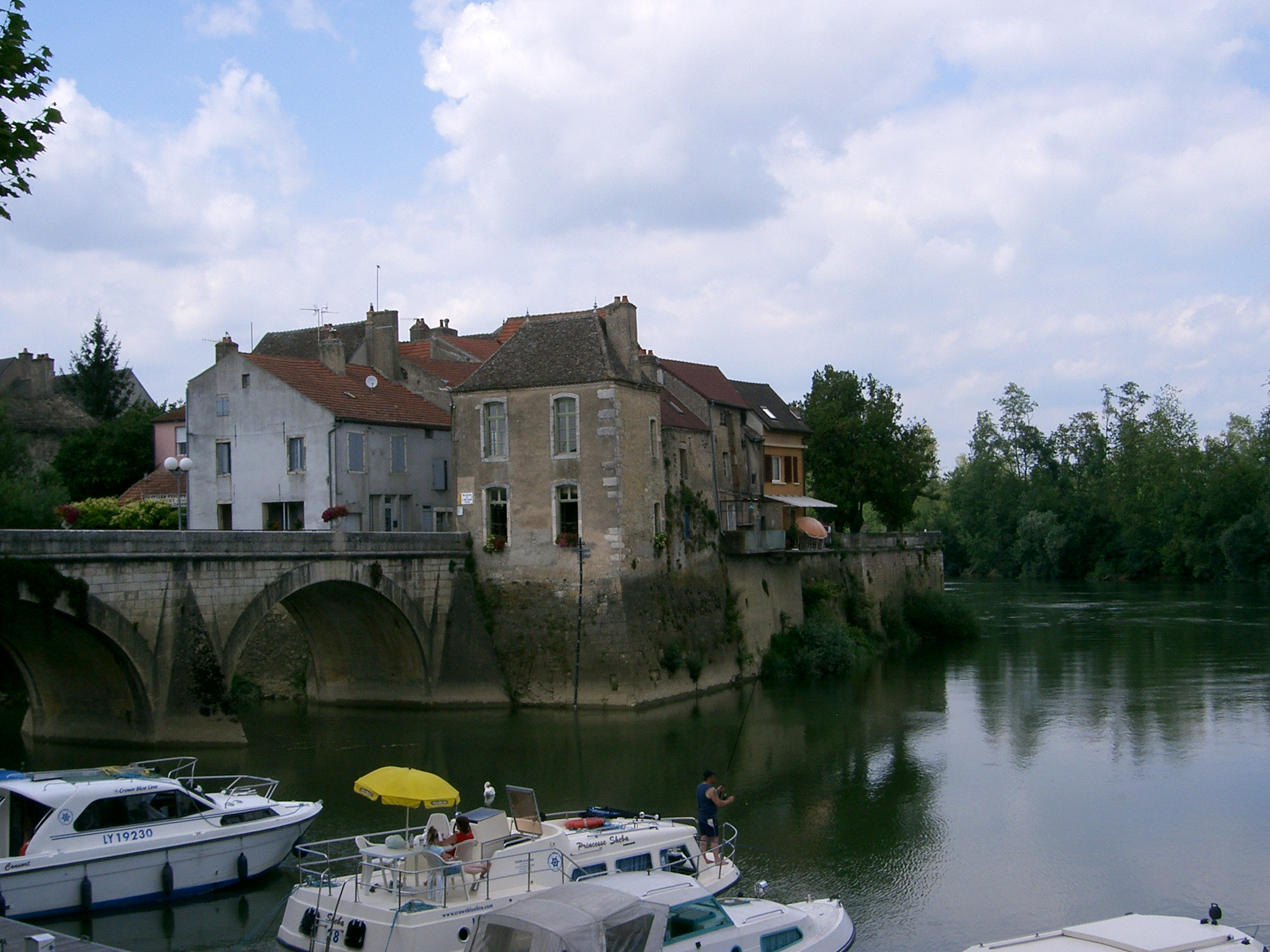
La Maison du Blé et du Pain (musée).
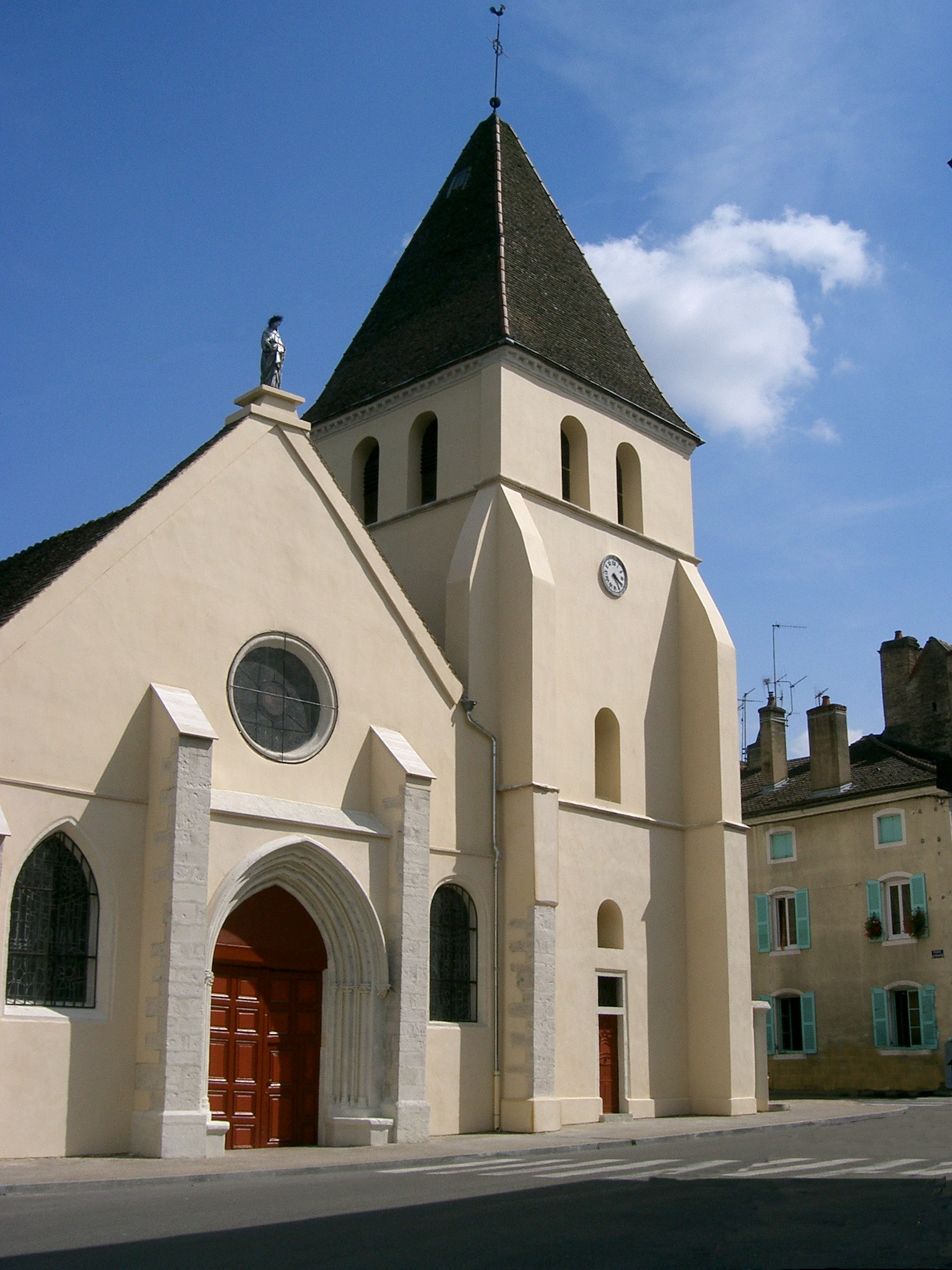
L'église de Verdun-sur-le-Doubs, sous le vocable de saint Jean-Baptiste.
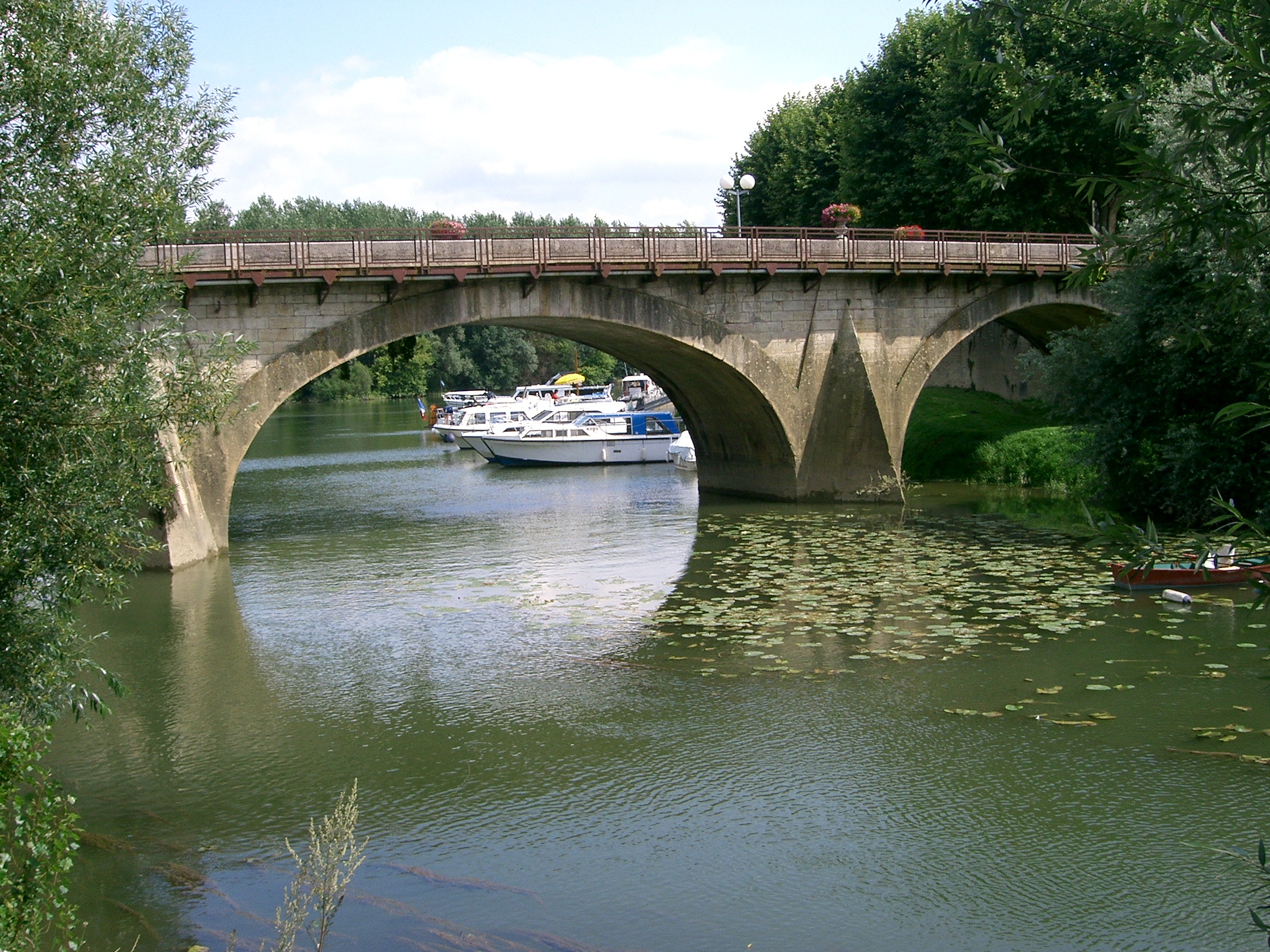
Le pont Saint-Jean enjambant le Petit Doubs.
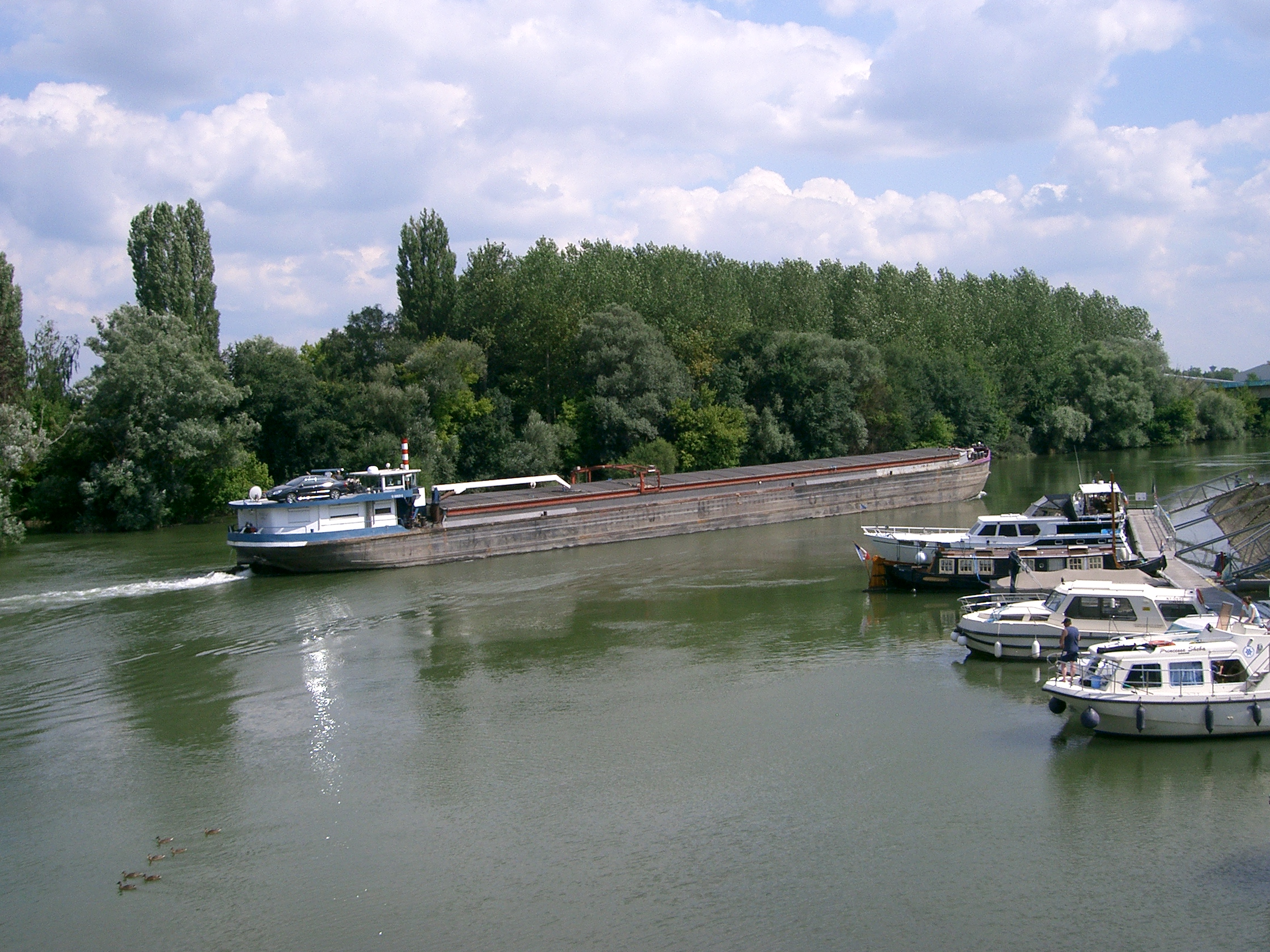
Navigation.

### Personnalités liées à la commune
Parmi les personnalités attachées à l'histoire de Verdun-sur-le-Doubs figurent notamment :
- Edme de la Poix de Fréminville, jurisconsulte né en 1680 ;
- Léon-Valentin Gambey (1883-1914), peintre, mort pour la France, inhumé au cimetière (le musée Denon de Chalon-sur-Saône expose plusieurs de ses œuvres) ;
- François Fertiault (1814-1915), poète, né à Verdun-sur-le-Doubs ;
- Jean-Pierre Abel Jeandet, homme de lettres, médecin et érudit, né en 1816 à Verdun-sur-le-Doubs et décédé en 1899 au même endroit[38].

### Héraldique
| Blason de Verdun-sur-le-Doubs | Blason  | D'azur à trois chevrons d'or.                    |
| Blason de Verdun-sur-le-Doubs | Détails | Le statut officiel du blason reste à déterminer. |

## Pour approfondir